# Anton Maglica
Anton Maglica (* 11. November 1991 in Brčko, SFR Jugoslawien, heute Bosnien und Herzegowina) ist ein kroatischer Fußballspieler.

## Karriere

### Verein
Maglica begann seine Karriere beim HNK Orašje. Zur Saison 2006/07 wechselte er nach Kroatien in die Jugend des NK Osijek. Im Mai 2009 gab er sein Debüt für die Profis von Osijek in der 1. HNL. Dies war zugleich sein einziger Einsatz in der Saison 2008/09. In der Saison 2009/10 absolvierte er ebenfalls ein Spiel in Kroatiens Oberhaus. Zur Saison 2010/11 wurde er dann fester Teil des Profikaders und kam in jener Spielzeit zu 19 Einsätzen, in denen er viermal traf. In der Saison 2011/12 machte er sieben Tore in 23 Einsätzen.
Zur Saison 2012/13 wechselte Maglica innerhalb der Liga zu Hajduk Split. Dort machte er in seiner ersten Saison 17 Spiele, in denen er fünfmal traf. In der Saison 2013/14 erzielte er zwölf Tore in 31 Ligaeinsätzen. In der Spielzeit 2014/15 kam er zu 21 Einsätzen, in denen der Angreifer sieben Tore machte. In der Saison 2015/16 blieb er bis zur Winterpause torlos in 16 Einsätzen. Im Januar 2016 wechselte er nach Zypern zu Apollon Limassol. Dort gelangen ihm bis Saisonende acht Tore in 14 Einsätzen in der First Division. In der Saison 2016/17 machte er neun Tore in 25 Partien. In der Saison 2017/18 traf er 16 Mal in 26 Einsätzen.
In der Saison 2018/19 machte er sieben Tore in 17 Spielen, ehe er im Februar 2019 nach China zum Zweitligisten Guizhou Hengfeng wechselte. Für Guizhou machte er in seiner ersten Spielzeit 16 Tore in 21 Einsätzen in der China League One. In der Saison 2020 kam er zwölfmal zum Einsatz und traf dabei fünfmal. Im Januar 2021 zog Maglica weiter und wechselte in die Türkei zum Erstligisten Kayserispor. Für Kayseri spielte er achtmal in der Süper Lig bis zum Ende der Saison 2020/21.
Zur Saison 2021/22 wechselte der Offensivmann ein zweites Mal nach Zypern, diesmal zu APOEL Nikosia. In seiner ersten Saison beim Hauptstadtklub erzielte er fünf Tore in 20 Einsätzen. In der Saison 2022/23 machte er zehn Spiele in der First Division, ehe er im Januar 2023 nach Rumänien zum CFR Cluj wechselte. Für Cluj machte er bis Saisonende ein Tor in zehn Spielen in der Liga 1. Nach der Saison 2022/23 verließ er die Rumänen. Nach mehreren Monaten ohne Verein kehrte er im September 2023 in sein Geburtsland Bosnien zurück und schloss sich dem HŠK Zrinjski Mostar an. Für Mostar machte er aber nur drei Spiele in der Premijer Liga.
Im Februar 2024 wechselte Maglica zum österreichischen Bundesligisten SK Austria Klagenfurt, bei dem er einen bis Juni 2024 laufenden Vertrag erhielt. Nach seinem Vertragsende verließ er Klagenfurt nach der Saison 2023/24.

### Nationalmannschaft
Maglica absolvierte 2009 vier Partien für die kroatische U-18-Auswahl. Mit der U-19-Mannschaft nahm er 2010 an der EM teil. Mit Kroatien erreichte er das Halbfinale, er selbst kam in zwei Partien der Kroaten zum Zug. Durch dieses Abschneiden qualifizierte sich Kroatien auch für die U-20 WM 2011, für die er ebenfalls nominiert wurde. Dort scheiterten die Kroaten aber punktelos in der Gruppenphase, Maglica kam in zwei der drei Spielen zum Zug.
2012 kam er zweimal für das U-21-Team zum Einsatz.